# Michel Rey
Michel Rey (* 3. Februar 1932 in Massonnens; † 31. Januar 2020) war ein Schweizer Skilangläufer.

## Werdegang
Rey, der für den SC Les Cernets startete und als Landwirt sowie Bergführer tätig war, trat national erstmals bei den Schweizer Juniorenmeisterschaften 1951 in Erscheinung, wobei er den zweiten Platz über 8 km errang. Im folgenden Jahr wurde er Schweizer Juniorenmeister mit der Staffel und Zweiter im 8-km-Lauf. Bei den Schweizer Meisterschaften 1953 lief er auf den dritten Platz über 18 km. Nach vierten Plätzen bei internationalen Wettkämpfen in Le Brassus und in Bad Gastein sowie Rang zwei bei den Schweizer Meisterschaften 1954 über 15 km in der Saison 1953/54 startete er bei den Nordischen Skiweltmeisterschaften 1954 in Falun, wo er den 87. Platz über 15 km errang. In der Saison 1955/56 kam er bei den Schweizer Meisterschaften 1956 erneut auf den zweiten Platz über 15 km und belegte im Januar 1956 bei seiner einzigen Teilnahme an Olympischen Winterspielen in Cortina d’Ampezzo den 36. Platz über diese Distanz. In der Saison 1957/58 wurde er Schweizer Meister über 15 km und lief bei den Nordischen Skiweltmeisterschaften 1958 in Lahti auf den 52. Platz über 15 km, auf den 25. Rang über 50 km sowie zusammen mit Alphonse Baume, Lorenz Possa und Fritz Kocher auf den siebten Platz in der Staffel. Zudem gewann er im März 1958 erstmals den Björnstad-Gedenklauf. In der folgenden Saison siegte er erneut beim Björnstad-Gedenklauf und erstmals bei den Schweizer Meisterschaften beim 50-km-Lauf. Zudem errang er dabei den sechsten Platz über 15 km. 
In der Saison 1959/60  wurde Rey nach Platz eins in Entlebuch und Rang drei in Andermatt für die Olympischen Winterspiele 1960 in Squaw Valley nominiert. Zuvor lief er bei den Schweizer Meisterschaften 1960 auf den dritten Platz über 15 km und verteidigte seinen Titel über 50 km. Aufgrund eines regelwidrigen Skiwechsels beim 50-km-Lauf wurde er vom Zentralvorstand des Schweizer Skiverbandes für ein Jahr gesperrt. Der Meistertitel wurde ihm wegen formeller Mängel des Protestes nicht aberkannt. Durch diese Sperre durfte er nicht an den Olympischen Winterspielen teilnehmen. Erstmals startete er wieder im folgenden Jahr bei den Schweizer Meisterschaften, wobei er erneut beim 50-km-Lauf triumphierte und über 30 km den fünften Platz belegte. Zudem gewann er im März 1961 zum dritten Mal den Björnstad-Gedenklauf. In der Saison 1961/62 siegte er beim 30-km-Lauf in Mont Soleil und erneut beim Björnstad-Gedenklauf. Bei den Schweizer Meisterschaften 1962 belegte er den fünften Platz über 30 km und holte im 50-km-Lauf seinen insgesamt fünften und letzten Schweizer Meistertitel. In den folgenden Jahren nahm er meist an nationalen Rennen teil. Dabei gewann er im Jahr 1963 zum fünften Mal und letztmals den Björnstad-Gedenklauf und belegte bei den Schweizer Meisterschaften 1963 jeweils den dritten Platz mit der Staffel und über 30 km sowie den zweiten Rang über 15 km, bei den Schweizer Meisterschaften 1964 jeweils den vierten Platz mit der Staffel und über 30 km sowie den dritten Rang über 50 km und bei den Schweizer Meisterschaften 1965 den dritten Platz mit der Staffel sowie den zweiten Rang über 50 km. Bei den Schweizer Meisterschaften 1969 errang er nochmals den vierten Platz über 50 km.